# Rozier-Gletscher
Der Rozier-Gletscher ist ein Gletscher an der Danco-Küste des Grahamlands im Norden der Antarktischen Halbinsel. Er fließt zur Piccard Cove, einer Nebenbucht der Wilhelmina Bay, die er unmittelbar nördlich des Sophie-Kliffs erreicht.
Teilnehmer der Belgica-Expedition (1897–1899) des belgischen Polarforschers Adrien de Gerlache de Gomery kartierten ihn. Das UK Antarctic Place-Names Committee benannte ihn am 23. September 1960 nach dem französischen Physiker Jean-François Pilâtre de Rozier (1754–1795), der 1783 gemeinsam mit François d’Arlandes die erste Freiballonfahrt durchgeführt hatte.